# 다이시 내친왕
타이시 내친왕(일본어: 体子(體子) 内親王 たいしないしんのう[*], 간기 3년 (1231년) - 쇼안 3년 12월 17일 (1302년 1월 16일))은 가마쿠라 시대 전기에서 후기에 걸쳐 살은 황족이다. 고호리카와 천황의 2황녀로, 어머니는 지묘인 이에유키의 딸이다. 여원호는 신센몬인 (神仙門院)이다.

## 생애
겐초 8년 (1256년) 2월 6일, 내친왕 선하를 받았다. 2월 7일에는 준후가 되어 당일 바로 여원이 되어, 신센몬인 (神仙門院)이라 불렸다. 고초 원년 12월 28일 (1262년 1월 20일)에 출가하여 묘치가쿠(妙智覚)로 칭했다. 71세의 나이로 사망했다.
『마스카가미(増鏡)』 제10 「老いの波」에는 고사가 천황과의 사이에서 태어난 황녀가 있으며, 그 황녀는 고안 4년 (1281년) 여름에 사망한 것으로 알려져 있다. 「後堀河院の御むすめにて、神仙門院と聞えし女院の御腹なれば、故院もいとおろかならずかしづき奉らせ給ひけり」며 황녀는 고사가 천황에게 총애받았다고 기록되어 있지만, 『마스카가미(増鏡)』 이외의 당시의 기록에는 이 황녀에 대한 기록이 없다. 따라서 타이시 내친왕과 고사가 천황과의 관계는 공적인 입내가 아니라, 이른바 사통이었다고 생각된다. 또한 이 황녀의 죽음은 유모의 친자식의 아이를 임신, 유산한 데 따른 것으로, 고안 4년 시점에서 황녀는 성년에 이르렀다고도 생각된다.